# خان أبو خديجة
خان أبو خديجة هو خان في البلدة القديمة في القدس، ويُعد أحد أقدم الأماكن في القدس، حيث يقع على يسار المسجد الأقصى وقبل العروج إلى حائط البراق من جهة باب السلسلة. وتقع أهمية الخان في كونه يتضمن سبعة أنفاق، ويصل الخان بالمسجد الأقصى وحائط البراق وكنيسة القيامة.